# 燕宣公
燕宣公（？—前587年），中國春秋時期的燕國君主，继燕前桓公之位。
燕宣公十三年（前589年）楚大夫巫臣偕夏姬奔亡晉國，晉封為邢大夫。在位十五年卒，子燕昭公立。